# حمله ۱۳۹۷ سفارت ایران در پاریس
حمله ۱۳۹۷ سفارت ایران در پاریس اقدامی در بعد از ظهر جمعه ۱۴ سپتامبر ۲۰۱۸ بود که در آن ۱۵ فعال کرد  پرچم ایران را در مقابل سفارت ایران در پاریس سوزانده و شیشه برخی از پنجره‌ها را با پرتاب سنگ شکستند.پلیس دیپلمات فرانسه بلافاصله آن ها را دستگیر کرد.

## حمله
در بعدازظهر روز جمعه عده‌ای از فعالان کرد به سفارت ایران در پاریس حمله کردند. در جریان این حمله، معترضان روی تابلوی سفارت رنگ پاشیده و با پرتاب سنگ و اشیای مختلف مثل لوازم کامپیوتر و کپسول آتش‌نشانی، شیشه‌های ساختمان سفارت را شکستند.

## مسئولیت
خبرگزاری صدا و سیما چند تن از اعضای گروه کومله را عامل این حمله معرفی کرد. اما حزب کومله در بیانیه‌ای ضمن اشاره به «شرکت اعضایش در فرانسه در تجمع مسالمت آمیزی در مقابل سفارت ایران» اتهام دست داشتن در حمله به سفارت ایران در پاریس را تکذیب کرد. همچنین این حزب در بیانیه خود اعلام کرد که «متأسفانه برخی افراد شرکت‌کننده در این تجمع دست به اعمال خشونت‌آمیزی علیه سفارت ایران زدند … و کاملاً چنین اقدامات غیرمتمدنانه‌ای را محکوم می‌کنیم.»